# Regina (Rena) Hubicka
Regina (Rena) Hubicka wł. Hanna Regina z Boguszewskich 1 voto Szeligowska (ur. 15 sierpnia 1897 - zm. 12 lipca 1987 w Warszawie), żołnierz POW i WP, działaczka kobieca.

## Życiorys
W czasie pierwszej wojny światowej łączniczka i kurierką Polskiej Organizacji Wojskowej na Ukrainie. W l. 1919-1921 kurierką Oddziału II Naczelnego Dowództwa WP, potem członki nią Sekcji Propagandy i Opieki. Od 1930 pracowała w Warszawie jako podinspektor pracy w Ministerstwie Zdrowia Publicznego, Opieki Społecznej i Ochrony Pracy. Od 1928 była członkinią i działaczką Związku Pracy Obywatelskiej Kobiet najpierw we Lwowie, potem w Warszawie, gdzie była wiceprzewodniczącą Oddziału Warszawa-Północ. Była od 1924 żoną legionisty I Brygady i ppłk. WP Bogdana Szeligowskiego (1895-1970), a po rozwodzie z nim wyszła w 1937 za mąż za gen. Stefana Hubickiego, miała z nim córkę Marię.
Została pochowana w grobie rodzinnym na Cmentarzu Wojskowym na Powązkach, kwatera A10, rząd 8, miejsce 25, gdzie spoczywają również jej drugi mąż Stefan Hubicki i ich córka Maria.

## Odznaczenia
- czterokrotnie Krzyżem Walecznych,
- Krzyż Niepodległości,
- Krzyż POW